# Книжная индустрия
«Книжная индустрия» – профессиональный журнал, освещающий главные проблемы книжной отрасли, развитие книги и чтения, инновационные сервисы и технологии, деятельность издательств, книгораспространителей и библиотек. 
Журнал выходит с марта 2008 года. За это время он стал ведущим и авторитетным отраслевым изданием, востребован и уважаем специалистами книжной отрасли России и зарубежными специалистами. «Книжная индустрия» ведет большую работу по аналитике и развитию инфраструктуры книги и чтения в Российской Федерации.

## История
С 2010 году аналитический отдел журнала «Книжная индустрия» осуществляет сбор и обработку статических и аналитических данных по состоянию книжной отрасли России, реализует проект «Книжный рынок России 2010–2030». Его данные ежегодно используются при подготовке Отраслевого доклада «Книжный рынок России», который ранее выпускался Федеральным агентством по печати и массовым коммуникациям, а с 2020 года — Министерством цифрового развития, связи и массовых коммуникаций РФ.
С 2015 года по инициативе журнала «Книжная индустрия» и Российского книжного союза реализуется проект «Культурная карта России. Литература. Чтение», который позволяет оценить качество развития инфраструктуры книги и чтения в 85 субъектах РФ. С 2016 года в рамках проекта осуществляется ежегодный рейтинг субъектов федерации по качеству книжной инфраструктуры, литературному потенциалу и активности в поддержку книги и чтения.
С 2015 года на базе журнала «Книжная индустрия» создан важный отраслевой проект – «Школа издательского мастерства» с целью повышения квалификации специалистов книжной отрасли России. Эксперты книжного дела принимают участие в «Школе издательского мастерства», делятся своим опытом и знанием по самым актуальным вопросам развития книжной отрасли.
Журнал «Книжная индустрия» инициирует и проводит международные и отраслевые конференции, форумы, круглые столы, как на профессиональных площадках, так и в сети Интернет.

## Конкурс профессионального мастерства «Ревизор»
Журнал «Книжная индустрия» является соорганизатором конкурса профессионального мастерства «Ревизор», который проводится с 2012 года в партнерстве с Министерством цифрового развития, связи и массовых коммуникаций РФ (ранее – Федеральное агентство по печати и массовым коммуникациям), Российским книжным союзом, Генеральной дирекцией Московской международной книжной ярмарки, Российской библиотечной ассоциацией. За эти годы конкурс стал самым престижным отраслевым состязанием, а победа в нем сравнивается с получением «книжного Оскара».

## Редакция журнала
Генеральный директор и главный редактор – Светлана Зорина, член правления Ассоциации книгоиздателей России, член правления НП «Гильдия книжников», руководитель «Комитета по поддержке и продвижению чтения» Российского книжного союза.
Шеф-редактор – Елена Соловьева, кандидат филологических наук.
Редактор рубрики «За рубежом» – Ольга Ро, заведующая редакцией «Межиздательские проекты» АСТ.